# Frederick Fleet
Frederick Fleet (Liverpool, 15 oktober 1887 – Southampton, 10 januari 1965) was een bemanningslid en overlevende van de Titanic. Hij was de eerste die de ijsberg, waar de Titanic tegenaan zou botsen, waarnam. Vervolgens fungeerde Fleet als een van de bestuurders van de reddingsschepen.
Toen zijn vrouw in 1964 overleed raakte hij depressief en pleegde hij in 1965 zelfmoord door zichzelf op te hangen.